# El Resumen
El Resumen fue un programa de televisión que se encarga de resumir los programas de la televisión paraguaya, como Baila Conmigo Paraguay. Fue emitido por Telefuturo de lunes a viernes a las 11:00 horas, conducido por Carlos Ortellado junto con Magali Páez, Patricia Ginzo y Gustavo Corvalán.
El 2 de diciembre de 2019, el programa se fusionó con Vive la vida.

## Conductores
- Carlos Ortellado enero de 2017 - 2019
- Carlos Gómez: julio de 2017 - 2019
- César Trinidad: enero de 2018 - 2019
- Fátima Román: octubre de 2018 - 2019
- Fabi Martínez: julio - noviembre de 2019

Retirados
- Orlando "Bicho" Riveros: agosto de 2011 - diciembre de 2012.
- Paloma Ferreira: agosto - diciembre de 2011, marzo - diciembre de 2012, abril-junio de 2013.
- Rubén Rubín: diciembre de 2012 - septiembre de 2016.
- Patty Orué: diciembre de 2012 - julio de 2016
- Malala Olitte: 2015 - 2016
- Amparo Velázquez: 2016
- Patricia Ginzo: enero de 2017 - junio de 2019.
- Magali Páez: enero de 2016 - octubre de 2018.
- Gustavo Corvalán: agosto de 2011 - 2018.
- Kike Casanova: septiembre de 2018 - julio de 2019

## Temporadas

### Primera temporada (agosto de 2011 - febrero de 2012)
La primera temporada de El Resumen inició el miércoles 10 de agosto de 2011, al día siguiente del estreno de Baila Conmigo Paraguay 2011, conducido en un principio por Paloma Ferreira y Bicho Riveros. Luego incorporaron a Magali Páez (ya que fue dado de baja el programa La Previa de Calle 7, conducido por ella junto con Matías Vázquez) y Gustavo Corvalán (quien comenzó como notero y lo sigue siendo, cubriendo el backstage de los programas y eventos más importantes del país y visitando casas de famosos).

### Verano
A comienzos de diciembre Paloma Ferreira se retiró del programa, priorizando su embarazo. En enero de 2012 Patricia Orué se incorporó como reemplazo de Paloma (dando inicio al verano), y se retiró el viernes 2 de marzo de 2012 (comenzando el programa El Mañanero desde junio).

### Segunda temporada (marzo 2012 - marzo 2013)
La segunda temporada inició el lunes 5 de marzo de 2012, presentando una nueva escenografía, y con la reincorporación de Paloma Ferreira. Este nuevo ciclo se destacó por tener la temática de superhéroes. Estaba compuesto por las siguientes personas:
- Paloma Ferreira: Mujer Maravilla
- Orlando "Bicho" Riveros: Capitán América
- Magalí Páez: Superwoman
- Gustavo Corvalán: Flash

### Verano
A comienzos de diciembre Paloma Ferreira y Bicho Riveros se retiraron del programa, incorporándose como reemplazos Patricia Orué y Rubén Rubín; además, volvió Magalí Páez después de tomarse vacaciones, y se incorporó en la edición verano.

### Tercera temporada (abril 2013)
La tercera temporada de El Resumen inició el lunes 1 de abril de 2013, presentando una nueva escenografía llena de colores vivos, con la reincorporación de Paloma Ferreira como panelista, tras la salida de Magalí Páez, con la conducción de Rubén Rubín acompañado de Patricia Orué, Gustavo Corvalán y Julio Amarilla.
En junio del mismo año se retiró Paloma Ferreira (incorporándose a No somos ángeles) y en su lugar reingresó Magalí Páez.